# Saban Entertainment
Saban Entertainment, Inc. (junto con Saban International, que operaba fuera de los Estados Unidos; el nombre legal actual es BVS Entertainment, Inc.) era una productora de televisión estadounidense-israelí fundada en 1980 por los productores de música y televisión Haim Saban y Shuki Levy como Saban Productions.
Esta empresa era conocida por la importación, doblaje y adaptación de varias series japonesas como Maple Town (Historias), Noozles (Fushigi na Koala Blinky y Printy), Funky Fábulas (Video Anime Sekai Ehonkan Meisaku Dowa), Samurai Pizza Cats, Dragon Ball Z y la primera de las tres series de Digimon a América del Norte y los mercados internacionales para la sindicación, que incluye tanto la animación, acción y shows en vivo. Saban también es conocido por sus adaptaciones Tokusatsu, que incluyen Power Rangers (basados en Super Sentai Series), Big Bad Beetleborgs  (basados en Juukou B-Fighter), VR Troopers y Masked Rider (una interpretación original con escenas de la japonesa Kamen Rider Black RX).
Saban estuvo involucrado en la coproducción de programas franceses/estadounidenses de dibujos animados creados por Jean Chalopin, de DIC Entertainment. Algunos de estos programas eran coproducciones como Campamento Caramelo, Ulises 31, Los Guerreros Sobre Ruedas y Las Ciudades Misteriosas del Oro (la tercera de las cuales fue una coproducción japonesa).
Saban también ha proporcionado la música para varios programas de televisión, como The Super Mario Bros. Super Show! e Inspector Gadget.

## Historia

### Década de 1980
Saban Entertainment se formó en 1980 como Saban Productions. El primer logo de Saban representaba un planeta similar a Saturno con la palabra "Saban", en una fuente estilo Pac-Man, que cruzaba el anillo del planeta. El planeta tenía cinco líneas bajo la palabra "Productions". Varios años más tarde, la empresa crea Saban International, para la distribución internacional de sus espectáculos (nota: aunque se utilizan indistintamente con "Saban International Paris", técnicamente eran dos entidades diferentes).
En 1986, Saban Productions compró los derechos extranjeros de la biblioteca de programación infantil de DIC Entertainment y luego vendió los derechos a Jean Chalopin. DIC entonces demandó a Saban por daños y en 1991, DIC y Saban llegaron a un acuerdo.
En 1988, la empresa cambió su nombre a Saban Entertainment. A medida que la empresa crecía, se contrató a ejecutivos adicionales para impulsar nuevas áreas como la programación en horario estelar. Saban contrató, para dirigir el brazo de distribución de Saban International, a Stan Golden de Horizon International TV. Luego, en agosto de 1989, Tom Palmieri vino de MTM Enterprises para convertirse en presidente de Saban. Para el 2 de enero de 1990, Saban formó la división de Saban/Scherick Productions para la producción realizada con Edgar Scherick, principalmente miniseries y películas hechas para televisión.
En 1986, la compañía compró los derechos ajenos a DIC Entertainment y su biblioteca de programación infantil, y luego vendió los derechos a Jean Chalopin. DIC demandó a Saban por daños y perjuicios y en 1991, Saban y DIC llegaron a un acuerdo.

### Década de 1990
New World Animation (El Increíble Hulk), Saban Entertainment (X-Men) y Marvel Films Animation (El Hombre Araña), cada uno produjo una serie de Marvel para la televisión. En agosto de 1996, Saban se aseguró los derechos de Marvel Entertainment Group para producir las series del Capitán América, Daredevil, Silver Surfer y caracteres adicionales para desarrollar cuatro series y 52 episodios durante 7 años.
También en julio, Saban formó una nueva división, Saban Enterprises International, para manejar licencias internacionales, mercadeo y actividades promocionales bajo la presidencia de Michael Welter. Oliver Spiner, vicepresidente sénior de Saban International, asume las funciones operativas que antes desempeñaba Welter. Eric Rollman fue ascendido de vicepresidente senior de producción a vicepresidente ejecutivo de Saban Animation.
Saban y ARD TV de Alemania acordaron en agosto de 1996 un acuerdo de licencia de coproducción y programas de su biblioteca por valor de 50 millones de dólares, por un período de tres años. Seis series infantiles coproducidas por el autor alemán Michael Ende, con dos nuevos espectáculos, Jim Button y Night of the Wishes. También, una parte del acuerdo 390 episodios de media hora de programas de televisión infantil existentes y 30 telefilms fueron adquiridos por ARD.
En 1996, Fox Children's Productions se fusionó con Saban para crear el grupo Fox Kids Worldwide (posteriormente Fox Family Worldwide, grupo en el que estaban incluidos Saban Entertainment y todos los canales FOX) al mismo tiempo que también Saban se fusionó con la News Corporation para crear el canal Fox Kids en Latinoamérica.
Marvel estaba desarrollando junto a Saban Entertainment una serie animada del Capitán América para Fox Kids, que tenía como fecha prevista de estreno el otoño de 1998. Sin embargo y debido a la bancarrota de Marvel, la serie fue cancelada antes del estreno. Irónicamente, tanto Marvel y Saban se convertirían en partes de The Walt Disney Company; Saban (renombrada BVS Entertainment en 2002) y Marvel a finales de 2009.

### Década de 2000
El 23 de julio de 2001 se anunció que la compañía sería vendida a Disney como parte de la venta del grupo Fox Family Worldwide (ahora ABC Family Worldwide) por Haim Saban y News Corporation.
El 24 de octubre del mismo año se completó la venta y la empresa fue renombrada en 2002 bajo el nombre de BVS Entertainment. El último programa oficial y totalmente producido por Saban Entertainment fue Power Rangers Time Force. Sin embargo, Power Rangers Wild Force fue la última serie creada por la productora antes de la venta (Saban creó la serie y realizó solo la preproducción; luego de la compra de Fox Family Worldwide, la serie pertenecía a derechos de autor a nombre de Disney y era distribuida por BVS Entertainment, aunque el espectáculo era aun producido por MMPR Productions, la productora de Power Rangers durante la era Saban).

### Década de 2010
El 12 de junio de 2018, la compañía Hasbro, Inc. compra a Saban en una transacción por acciones y efectivo valorada en 522 millones de dólares de dicha adquisición, incluiría varias marcas entre las que destacarían: Power Rangers de Saban, My Pet Monster, Popples, Julius Jr., Luna Petunia, Treehouse Detectives, entre otras. Anteriormente, Hasbro había pagado a Saban Brands 22.25 millones de dólares de conformidad, por el acuerdo de licencia de juguetes de los Power Rangers, anunciado por las partes en febrero de 2018; dicha cantidad, se acreditaría en el precio final del total de la compra.

## Saban International Paris
Saban International Paris era una productora de televisión francesa, fundada por Haim Saban y Jacqueline Tordjman en 1977. En 1983, SIP se trasladó a la producción de animaciones. Saban salió de la compañía en 2001 con la compra de Fox Family Worldwide, que fue seguido por Disney para tomar una participación en la empresa y un cambio de nombre a SIP Animatión el 1 de octubre de 2002. SIP ha coproducido algunas series de animación con Jetix Europa durante la década de 2000. La empresa fue cerrada en 2008.

## Sensation Animation
Sensation Animation era una parte renombrada de Saban Entertainment para continuar con el doblaje de los episodios de Digimon durante 2002 y 2003. 

## Lista de series de televisión y películas

### Series de televisión animadas

#### Series de televisión animadas de Saban International Paris
- Kidd Video (1984-1985)
- Care Bears (1985-1986) (distribución internacional realizada por DIC)
- Kissyfur (1986-1990)
- Lazer Tag Academy (1986-1987)
- ALF: The Animated Series (1987-1989)
- The New Archies (1987-1988)
- Diplodos (1987-1988)
- The Super Mario Bros. Super Show! (1989-1990, distribución internacional)
- Zazoo U (1990-1991)
- Kid 'n Play (1990-1991)
- Saban's Kids Dinky Doo (1990-1994)
- Little Shop (1991)
- Saban's Around the World in 80 Dreams (1992-1993)
- Eek! The Cat (1992-1997)
- Saban's Gulliver's Travels (1992-1993)
- X-Men (1992-1997)
- The Bots Master (1993-1994)
- Journey to the Heart of the World (1993-1994)
- The Terrible Thunderlizards (1993-1997)
- BattleTech: The Animated Series (1994)
- Iron Man (1994-1996)
- Fantastic Four (1994-1996)
- Creepy Crawlers (1994-1996)
- Spider-Man (1994-1998)
- Space Strikers (1995-1996)
- Tenko and the Guardians of the Magic (1995-1996)
- Iznogoud (1995)
- Little Mouse on the Prairie (1996)
- Saban's Adventures of Oliver Twist (1996-1997)
- The Incredible Hulk (1996-1997)
- Bureau of Alien Detectors (1996-1997)
- The Mouse and the Monster (1996-1997)
- The Why Why Family (1996-1997)
- Princess Sissi (1997-1998)
- Space Goofs (1997-2000) (solo la primera temporada)
- Silver Surfer (1998)
- Walter Melón (1998-1999)
- Bad Dog (1998-1999)
- Mad Jack the Pirate (1998-1999)
- The Secret Files of the Spy Dogs (1998-1999)
- Monster Farm (1998-1999)
- Cartoon Cabana (1998-2002)
- The Avengers: United They Stand (1999-2000)
- The Kids from Room 402 (1999-2000)
- Spider-Man Unlimited (1999-2001)
- NASCAR Racers (1999-2001)
- Xyber 9: New Dawn (1999, 2007)
- Wunschpunsch (2000)
- Diabolik (2000-2001)
- Jim Button (2000-2001)
- Gadget & the Gadgetinis (2002)
- What's with Andy? (2002-2007) (solo la primera temporada)
- The Tofus (2004-2007)
- Winx Club (2004)

### Otras series de televisión animadas de relaciones exteriores
Saban Entertainment originalmente dobló o distribuyó las siguientes series de televisión extranjeras en inglés: 
- Espartaco y el sol bajo el mar [conocida como Les Mondes Engloutis (The Englufed Worlds)] (1985-1987)
- Jin Jin and the Panda Patrol (1992)

### Anime japonés
Saban Entertainment ha apodado las siguientes series de anime en inglés: 
- Macron 1 (1985-1986)
- Bumpety Boo (1985-1986)
- Maple Town Monogatari (1986-1987)
- My Favorite Fairy Tales (1986)
- Cuentos de los hermanos Grimm (1987-1989)
- Toribio (1987-1988)
- Noozles (1988-1993)
- Las aventuras de Tom Sawyer (1988)
- Mujercitas (1988)
- Wowser (1988-1989)
- Dragon Warrior (1989-1991)
- Las aventuras de Peter Pan (1989)
- Samurai Pizza Cats (1990-1991)
- Kaba Totto (1990-1992)
- La abeja Maya (1990-1992)
- The Littl' Bits (1991-1995)
- Honeybee Hutch (1991-1992)
- Saban's Adventures of the Little Mermaid (1991-1992)
- Pinocchio: The Series (1992)
- Las aventuras de Huckleberry Finn (1993)
- Bob in a Bottle (1992)
- Funky Fables (1992) (series de videos publicados bajo la marca "Sugar & Spice")
- Dream-Star Button Nose (1994)
- Super Pig (1994-1995)
- Teknoman (1995-1996)
- Eagle Riders (1996-1997)
- Dragon Ball Z (1996-1998) (temporadas 1 y 2 solamente)
- Flint the Time Detective (1998-1999)
- Digimon Adventure (1999-2000)
- Cybersix (1999-2000)
- Shinzo (2000)
- DinoZaurs (2000)
- Escaflowne (2000)
- Mon Colle Knights (2000)
- Digimon Adventure 02 (2000-2001)
- Digimon Tamers (2001-2002)
- Transformers: Nueva Generación (2001-2002)

### Series de televisión de acción real
Saban Entertainment ha producido y distribuido estas series de acción real:
- The Hallo Spencer Show (1979-2001)
- Kids! (1984-1990)
- Kidsings! (1984-1990)
- I'm Telling! (1987-1988)
- Treasure Mall (1988)
- Video Power (1990-1992)
- Saban's Kids in Chorus and Kids in Instruments (1991-1995)
- Scorch (1992)
- Saban's Children's Sing-a-Long (1992-1996)
- Mighty Morphin Power Rangers (1993-1995)
- VR Troopers (1994-1996)
- Sweet Valley High (1994-1997)
- Goosebumps (1995-1998) (solo distribución internacional)
- Mighty Morphin Alien Rangers (1996)
- Masked Rider (1995-1996)
- Power Rangers Zeo (1996)
- Big Bad Beetleborgs (1996-1998)
- Power Rangers Turbo (1997)
- Ninja Turtles: The Next Mutation (1997-1998)
- The All New Captain Kangaroo (1997-1998)
- Power Rangers en el espacio (1998)
- Mister Moose's Fun Time (1998-1999)
- The Mystic Knights of Tir Na Nog (1998-1999)
- Power Rangers Lost Galaxy (1999)
- Power Rangers Lightspeed Rescue (2000)
- Power Rangers Time Force (2001)
- Los Luchadores (2001)
- Power Rangers Wild Force (2002) (solo preproduccion y creación, distribuido por BVS Entertainment)

### Películas de acción real
- Rescue Me (1988)
- Heathers (1989)
- The Phantom of the Opera (1990)
- A Perfect Little Murder (1990)
- Prey of the Chameleon (1992)
- Round Trip to Heaven (1992)
- A Passion for Murder (1992)
- Revenge on the Highway (1992)
- Till Death Us Do Part (1992)
- Anything for Love (1993)
- In the Shadows, Someone's Watching (1993)
- Under Investigation (1993)
- Terminal Voyage (1994)
- Samurai Cowboy (1994)
- Shadow of Obsession (1994)
- Guns of Honor: Rebel Rousers (1994)
- Blindfold: Acts of Obsession (1994)
- Guns of Honor: Trigger Fast (1994)
- Power Rangers: la película (1995)
- Virtual Seduction (1995)
- Christmas Reunion (1995)
- Blind Vision (1996)
- Chimp Lips Theater (1997)
- Turbo: A Power Rangers Movie (1997)
- Casper, la primera aventura (1997)
- The Christmas List (1997)
- Gotcha (1998)
- Circles (1998)
- National Lampoon's Men in White (1998)
- Casper Meets Wendy (1998)
- Rusty: A Dog's Tale (1998)
- Addams Family Reunion (1998)
- Richie Rich's Christmas Wish (1998)
- The Christmas Takeover (1998)
- Men of Means (1999)
- Taken (1999)
- Don't Look Behind You (1999)
- Au Pair (1999)
- Ice Angel (2000)
- Au Pair II (2001)
- Oh, Baby! (2001)

### Películas de animación
- Digimon: The Movie (2000)